# Alfredo "Fredy" Hernández

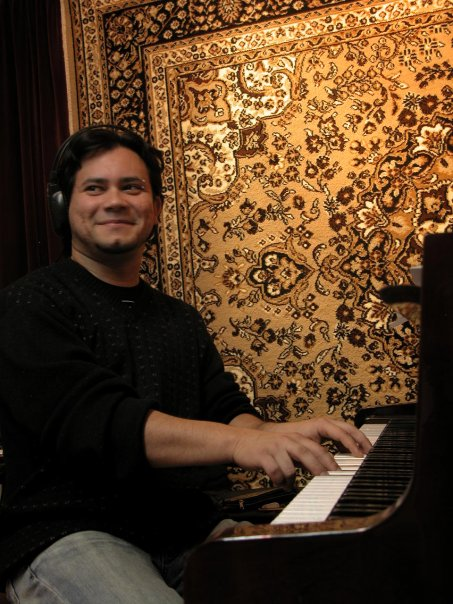

Alfredo Francisco "Fredy" Hernandez, pianista, compositor, arreglador y transcriptor musical argentino, nacido en la ciudad Santa Fe el 29 de octubre de 1982. 
Inició su carrera musical a los 9 años de edad acompañando diferentes artistas locales e internacionales como: el grupo Policanto, Miguel Ángel Morelli, Reinaldo Anselmi, la Orquesta de Teclados Santa Fe con la cual compartió Operas con Mauricio Barra, y más tarde con los artistas Abel Pintos, Dyango y León Gieco, entre otros.

## Biografía
Nacido el 29 de octubre de 1982 en la ciudad de Santa Fe. Comenzó sus estudios de órgano electrónico a la temprana edad de 4 años, desde el momento en que se descubre su capacidad para imitar y reproducir con facilidad la música que escuchaba. A los 5 años ingresa al Instituto Yamaha logrando adelantar los estudios prematuramente a la edad de 6 años, sugerido a estudiar piano por sus profesores gracias a su capacidad de oído absoluto y ágil lectura del pentagrama. Desde allí comienza sus estudios de piano, audioperceptiva, armonía y contrapunto con el profesor Jorge Villalba, y en la Academia Musical Norte con el profesor Néstor Vallejos, abocándose definitivamente a la música popular. 

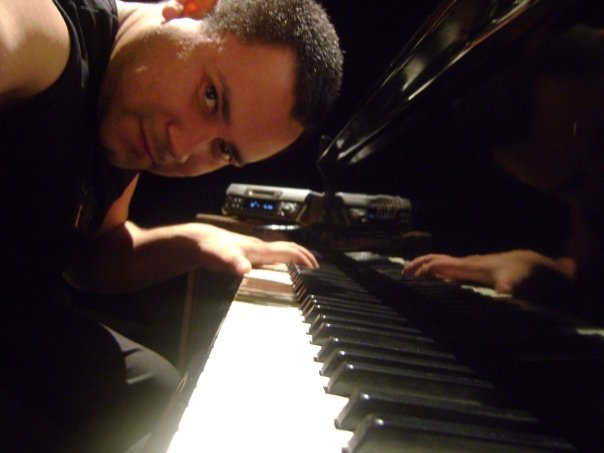
En Estudios

A los 9 años forma parte del conjunto musical infantil Policanto, recorriendo diferentes escenarios litoraleños y a su vez desarrollándose en el ambiente folclórico. A los 14 años ingresa en el Grupo Encuentro como pianista, y también acompañando a la solista Julia Elena Peresson, y al cantante Miguel Ángel Morelli con quien estuvo participando del Festival De Cosquín. 
Al terminar la escuela secundaria ingresa al Instituto Superior de Música que depende de la Universidad Nacional del Litoral, en la carrera de profesorado de música, conociendo al maestro Juan Mannarino con el cual desarrolla su técnica. Al mismo tiempo continúa trabajando como sesionista con el Grupo Jaleo, Luis Cuello, Mónica Perri, abarcando desde el género del Jazz, Flamenco, música latinoamericana, bolero y tango.
A los 19 años mejora su técnica pianística de la mano de Amalia Pérez, trabajando Carl Czerny, Liszt, Brahms, Chopin, Beethoven, Bach, Mozart, Clementi, Friedrich Kuhlau entre otros. 

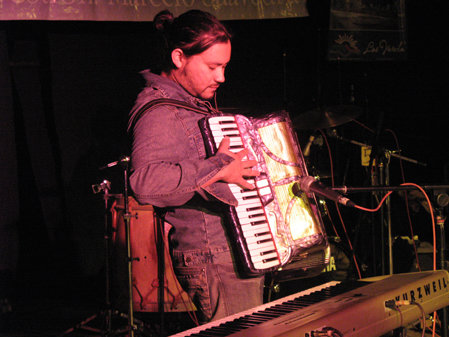

En abril del año 2003 la ciudad de Santa Fe sufre un colapso del Río Salado e inunda la misma, dejando víctimas fatales, miles de evacuados y daños que al día de hoy pueden ser observados en la ciudad. El músico pierde sus herramientas de trabajo y decide trasladarse a la ciudad de Buenos Aires con la ayuda de su amigo Carlos Bergesio, quien lo aconsejó y guio en sus primeros años de estadía en la gran ciudad. Comenzó haciendo funciones en el subte junto a sus colegas santafecinos de Un Vagón de Tango y en otros lugares públicos, en donde conoce a Nico Favio hijo del legendario Leonardo Favio.
A los pocos meses conoce a Mario Álvarez Quiroga (creador de "A don Ata", "Penas y alegrías del amor", entre otros) con quien interpretó el Himno Nacional Argentino en el Festival de Jesús María el 7 de enero de 2005, y quien lo incluyó en su gira de verano de ese año. Meses después conoce al productor Hugo Casas el cual lo vincula con el joven cantautor Abel Pintos, con quien actualmente forma parte estable de su banda. Paralelamente contribuyó artísticamente con los cantantes: León Gieco, Dyango, Tamara Castro, Iván Camaño, Pablo Lozano, Abel Córdoba (vocalista de Osvaldo Pugliese), Dúo Espósito-Delgado entre otros.

## Trabajos destacados

### La Llave (2007)
- Música: Alfredo "Fredy" Hernández, Abel Pintos

### Gira enSão Paulo(2009)
- Viaje al Sentimiento marzo y abril

- Datos: Q8195331